# Moszkowskaja
Moszkowskaja (ros. Мошковская) – stratowulkan o wysokości 503 m n.p.m., położony na Kamczatce, w Rosji.
Najbardziej wysunięty na południe wulkan Kamczatki, powstały w holocenie. Tworzy niewielki półwysep wcinający się w Morze Ochockie. Zbudowany jest ze skał bazaltowych.
Obecnie (2017) nieaktywny, data ostatniej erupcji nie jest znana.
Znajduje się na terenie Rezerwatu przyrody „Jużno-Kamczatskij”.